# Вињалето (Верона)
Вињалето је насеље у Италији у округу Верона, региону Венето.
Према процени из 2011. у насељу је живело 29 становника. Насеље се налази на надморској висини од 16 м.